# روز قمری

کامل‌شدن یک روز قمری

روز قمری (انگلیسی: Lunar day) تقریباً برابر با ۲۹٫۵ روز زمینی و یک دوره زمانی است تا قمر زمین، ماه، یک گردش هلالی نسبت به خورشید بر روی محور خود انجام دهد؛ بنابراین، روز قمری، زمان چرخه کامل روز و شب قمری است. به دلیل قفل کشندی، روز قمری برابر با یک ماه قمری هلالی و معادل زمانی است که ماه یک مدار هلالی به دور زمین را کامل کرده و به همان گام قمری برمی‌گردد. دوره هلالی حدود ۲٫۲ روز زمینی طولانی‌تر از دوره چرخش نجومی آن است.

## تعریف
به دلیل وجود ستارگان ثابت بر روی کره آسمان، ۲۷ روز و ۷ ساعت و ۴۳ دقیقه و ۱۲ ثانیه طول می‌کشد تا ماه، یک دوره تناوب مداری خود را کامل کند؛ با این حال، از آنجا که منظومه زمین–ماه به‌طور همزمان به دور خورشید پیش می‌رود، ماه باید برای بازگشت به همان گام، مسافت بیشتری را طی کند. به‌طور میانگین، این تناوب هلالی، ۲۹ روز و ۱۲ ساعت و ۴۴ دقیقه و ۳ ثانیه طول می‌کشد که برابر با مدت زمان ماه قمری بر روی زمین است. مقدار دقیق طول این دوره زمانی طی زمان تغییر می‌کند زیرا سرعت منظومه زمین–ماه به دور خورشید در طول یک سال کمی تغییر می‌کند که دلیل آن، خروج از مرکز مدار بیضوی زمین و تغییر در سرعت مداری و تعدادی دیگر از تغییرات دوره‌ای و تکاملی دیگری در مقادیر نسبی، میانگین و مشاهده‌شده ناشی از اغتشاشات گرانشی خورشید و اجرام دیگر در منظومه شمسی است.
در نتیجه، نور روز در یک نقطه معین از سیاره ماه تقریباً دو هفته از ابتدا تا انتهای روز قمری دوام دارد و به دنبال آن، شب قمری نیز تقریباً دو هفته طول می‌کشد.